# Сисимка
Сисимка — река в Пригородном районе Свердловской области, приток Шайтанки (притока Межевой Утки). Исток Сисимки находится примерно в 1,5 км западнее посёлка Уралец. Основное направление течения — на юго-запад. Сисимка впадает в Шайтанку справа в 4 км от её устья, в верховьях Висимского пруда, в посёлке Висиме. 

## Данные водного реестра
По данным государственного водного реестра России, река Сисимка относится к Камскому бассейновому округу, речной бассейн — Кама, подбассейн — Кама до Куйбышевского водохранилища (без бассейнов рек Белой и Вятки), водохозяйственный участок — Чусовая от города Ревды до в/п посёлка Кын.
Код объекта в государственном водном реестре — 10010100612199000000770